# Chanville
Chanville là một xã trong vùng Grand Est, thuộc tỉnh Moselle, quận Metz-Campagne, tổng Pange. Tọa độ địa lý của xã là 49° 02' vĩ độ bắc, 06° 26' kinh độ đông. Chanville nằm trên độ cao trung bình là 268 mét trên mực nước biển, có điểm thấp nhất là 233 mét và điểm cao nhất là 310 mét. Xã có diện tích 3,89 km², dân số vào thời điểm 2004 là 124 người; mật độ dân số là 31,8 người/km². Xã nằm về phía đông nam của Metz.

## Thông tin nhân khẩu
| 1962 | 1968 | 1975 | 1982 | 1990 | 1999 |
| ---- | ---- | ---- | ---- | ---- | ---- |
| 95   | 105  | 91   | 98   | 104  | 118  |